# Тейязин бин Хейсам
Тейязин бин Хейсам Аль Саид  (араб. ذي يزن بن هيثم آل سعيد‎; род. 21 августа 1990, Маскат) — старший сын султана Омана Хейсама бен Тарика, член династии Аль Саид. Министр культуры, спорта и молодёжи Омана с 18 августа 2020 года и наследный принц страны с 12 января 2021 года.

## Биография

### Ранняя жизнь и образование
Тейязин бин Хейсам родился 21 августа 1990 года в Маскате семье будущего султана Хейсама бен Тарика и его жены Ахад бинт Абдаллы Аль Бусаиди. У него есть младший брат и 2 младшие сестры. Окончил Оксфордский университет Брукса, в качестве бакалавра политологии.

### Политическая карьера
Начал государственную деятельность в 2013 году в министерстве иностранных дел Омана. Затем переехал в Великобританию, где до 2019 года работал в посольстве Омана в Лондоне.
С 18 августа 2020 года Тейязин бин Хейсам является министром культуры, спорта и молодёжи.
12 января 2021 года было объявлено, что он стал первым в истории наследным принцем страны, поскольку до этого наследника избирали после смерти султана. 
В июле 2022 года окончил Королевскую военную академию в Сандхерсте.

### Семья
11 ноября 2021 года женился на Мейян бинт Шихаб, своей двоюродной сестре. В 2022 году супруги развелись.